# Océan des Tempêtes

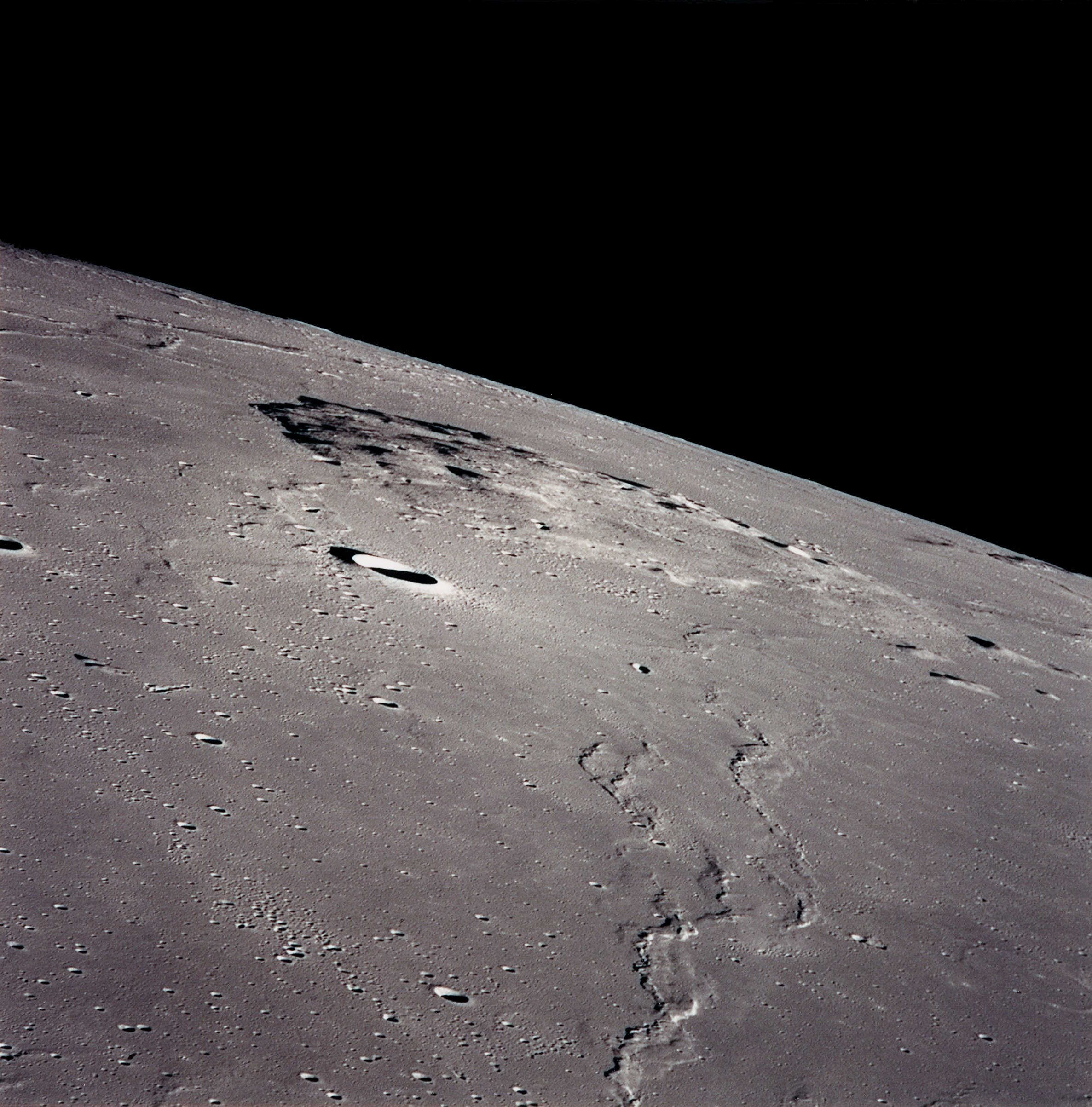
Mons Rümker, partie nord d'Oceanus Procellarum

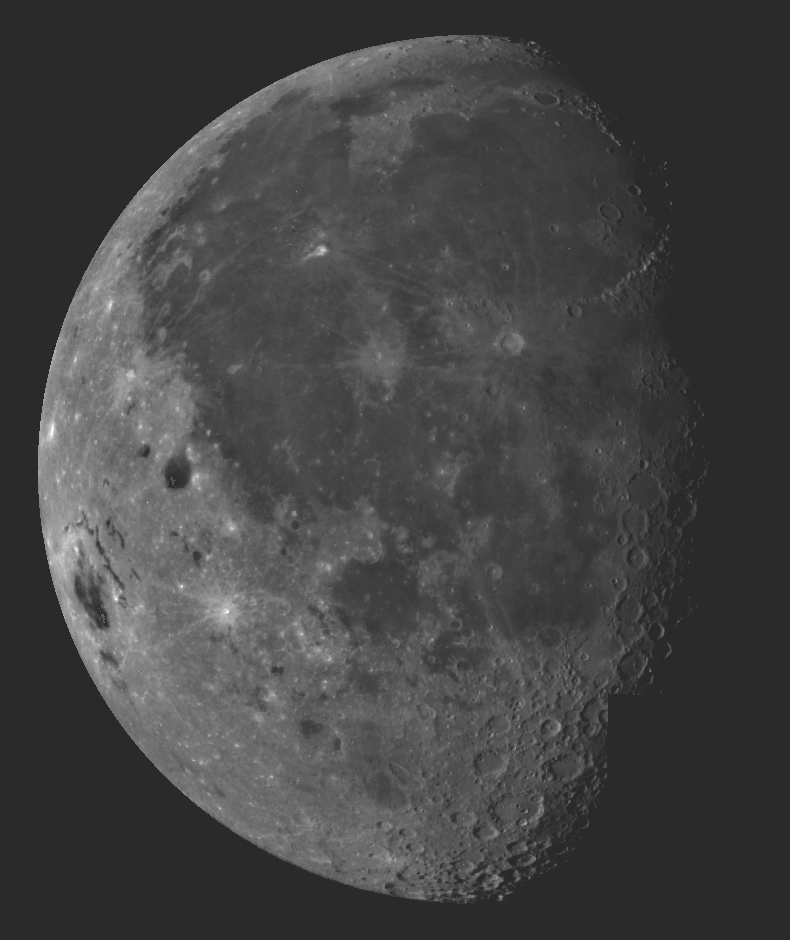
Oceanus Procellarum est la grande mare au milieu et en haut à gauche de cette image. Visible en haut à droite est une autre grande mare, Imbrium, et ci-dessous est la petite Mare Humorum.

Oceanus Procellarum
L'océan des Tempêtes, en latin Oceanus Procellarum, est une mer située à l'ouest de la face visible de la Lune. Son nom provient de la superstition selon laquelle le dernier quartier serait lié au mauvais temps. Michael Florent van Langren l'avait appelé originellement Oceanus Phillipicus en référence à son mécène le roi d'Espagne Philippe IV.
L'océan des Tempêtes est la plus grande des mers lunaires, faisant plus de 2 500 kilomètres selon son axe nord-sud et couvrant environ 2 millions de kilomètres carrés.
Le 23 novembre 2020, la Chine lance la sonde Chang'e 5 qui a pour mission d'effectuer des prélèvements géologiques. Elle atterrit avec succès dans l'océan des Tempêtes le 1er décembre. 

## Caractéristiques
Comme toutes les mers lunaires, cet océan s'est formé du fait d'une inondation au basalte, qui a recouvert la région d'une surface lisse qui s'est solidifiée par la suite. Contrairement aux autres mers, l'océan des Tempêtes ne se limite pas à un seul bassin d'impact. À ses frontières se trouvent plusieurs mers et baies, dont la mer des Nuées (Mare Nubium) et la mer des Humeurs (Mare Humorum) au sud. Au nord-est, l'océan des Tempêtes et la mer des Pluies (Mare Imbrium) sont séparés par les Carpathes. L'extrémité orientale forme une extension dénommée Sinus Roris tandis que l'extrémité sud-occidentale forme un cratère appelé Cratère Zupus (en honneur à l'astronome et mathématicien Giovanni Battista Zupi).
Les sondes Luna 9, Luna 13, Surveyor 1, Surveyor 3 et Chang'e 5 se sont posées dans l'océan des Tempêtes. L'expédition humaine Apollo 12 s'y est également posée.